# Trente-trois sonnets composés au secret
Trente-trois sonnets composés au secret est un recueil de poèmes de Jean Cassou, paru en 1944 sous le pseudonyme de Jean Noir. 
Au printemps 1944, durant l'Occupation, est diffusé clandestinement 33 sonnets composés au secret de Jean Noir, présentés par François La Colère (pseudonyme de Louis Aragon) et publiés par les clandestines Éditions de Minuit le 15 mai 1944. Le Sonnet VI est dédié À mes camarades de prison.
Les poèmes ont été écrits (ou inscrits dans la mémoire d'un écrivain privé de papier et de crayon) par le poète résistant Jean Cassou, arrêté par la police de Vichy à Toulouse et incarcéré dans la sinistre prison militaire de Furgole en 1943.
Henri Dutilleux découvrit ces poèmes grâce au Front national des musiciens. Il mit aussitôt en musique La Geôle (créé le 9 novembre 1944 par Manuel Rosenthal). Suivirent en 1954 et 1955 Éloignez-vous, puis Il n'y avait que des troncs déchirés et J'ai rêvé que je vous portais entre mes bras. Manuel Rosenthal mit également deux poèmes en musique : Éloignez-vous et Le couple ; Darius Milhaud composa aussi pour voix mixtes, sur 6 de ses sonnets, dont La Barque funéraire.
Jean Noir est un pseudonyme utilisé dans la clandestinité par Jean Cassou. François La Colère est un pseudonyme utilisé par Aragon.